# 堀井新太
堀井 新太（ほりい あらた、1992年6月26日 - ）は、日本の俳優、タレントであり、若手男性俳優集団D-BOYSおよびD☆DATEのメンバーである。
東京都葛飾区水元出身。ワタナベエンターテインメント所属。特技は野球。

## 略歴
東京都立江北高等学校卒業。小学生の頃から野球を始め、2010年夏の軟式高校野球東京都大会で準優勝した軟式野球部に所属していた。
2010年9月19日、高校3年生の時にワタナベエンターテインメント主催の「D☆DATE新メンバーオーディション」で総応募者約3万人の中からグランプリに選ばれ、即日D-BOYSおよびD☆DATEに加入。同年12月、D☆DATEのメンバーとしてシングル「あと1cmのミライ」でデビュー。
2011年4月、テレビドラマ『シマシマ』で俳優デビュー。その後も単独でテレビドラマやバラエティ番組に出演する。バラエティなどでは共演者などから天然キャラとして扱われることが多い。2012年、『ハイスクールドライブ〜目が覚めたら高校生だった〜』にて連続ドラマ初主演を務める。
2015年の連続テレビ小説『マッサン』、大河ドラマ『花燃ゆ』などへの出演で知名度を上げる。
2023年8月14日、結婚を報告。

## 出演

### テレビドラマ
- シマシマ（2011年4月22日 - 6月24日、TBS） - 双葉芹 役
- 花ざかりの君たちへ〜イケメン☆パラダイス〜2011（2011年7月10日 - 9月18日、フジテレビ） - 熊取仁 役
- 放課後はミステリーとともに 3回 表 / 裏 （2012年5月21日 - 28日、TBS） - 門倉照也 役
- D×TOWN 「ボクらが恋愛できない理由」（2012年6月1日 - 22日、テレビ東京） - 戸川竜一 役
- シュガーレス 第9話 - 第10話（2012年11月28日 - 12月5日、日本テレビ） - 正門夕志 役
- 小暮写眞館（2013年3月31日 - 4月21日、NHK BSプレミアム） - 店子力 役
- 100日の軌跡 「10年目の告白」（2014年1月24日、朝日放送） - 長谷川健吾 役[注 1]
- 恋文日和 第7話（2014年2月17日、日本テレビ） - 筒井ノブオ 役
- 月曜ゴールデン 警視庁心理捜査官・明日香4（2014年6月16日、TBS） - 白駒基樹 役
- セーラーゾンビ 第10話（2014年6月27日、テレビ東京） - 太一 役
- GTO（2014年7月8日 - 9月16日、関西テレビ・フジテレビ系） - 徳山宏尚 役
- イタズラなKiss2〜Love in TOKYO 第5話 - 第8話、第11話・第12話、最終話（2014年12月29日 - 2015年1月19日、2月16日・23日、4月6日、フジテレビ） - 鴨狩啓太 役[17]
- 連続テレビ小説 マッサン 第82話 - 第143話（2015年1月8日 - 3月20日、NHK） - 森野一馬 役[18]
  - 「マッサン」スピンオフ 後編 たそがれ好子〜女三人寄れば姦（かしま）しい〜（2015年5月2日、NHK BSプレミアム）
- 大河ドラマ（NHK）
  - 花燃ゆ 第22話 - 最終話（2015年5月31日 - 12月13日） - 中原復亮 役
  - 西郷どん 第2話 - 最終話（2018年1月14日 - 12月16日） - 村田新八 役[19]
- 表参道高校合唱部!（2015年7月17日 - 9月25日、TBS） - 桜庭大輔 役[15]
- 戦後70年ドラマスペシャル 妻と飛んだ特攻兵（2015年8月16日、テレビ朝日） - 湯浅鉄男 役
- 掟上今日子の備忘録 第2話（2015年10月17日、日本テレビ） - 鯨井留可 役
- 下町ロケット 第6話 - 最終話（2015年11月22日 - 12月20日、TBS） - 鈴木健児 役[20]
- 警視庁ゼロ係〜生活安全課なんでも相談室〜（2016年1月15日 - 2月26日、テレビ東京） - 中島敦夫 役
- 創作テレビドラマ大賞『川獺（かわうそ）』（2016年3月29日、NHK総合） - 主演・松浦保 役[21]
- ラブラブエイリアン 第5・12・16・17・27話 （2016年7月28日・8月11日・25日・9月22日、フジテレビ） - 吉江健一郎 役
- 伝七捕物帳 最終話（2016年9月9日、NHK BSプレミアム） - 慎吾 役
- ドラマ甲子園「変身」（2016年10月19日、フジテレビTWO） - 河野響 役[22]
- 感情8号線 第1・5・6話（2017年1月15日・2月12日・19日、フジテレビTWO） - 貴ちゃん 役
- 水曜ミステリー9 嫌われ監察官 音無一六スペシャル（2017年1月18日、テレビ東京） - 加藤和馬 役
- 嫌われる勇気 第5話 - 最終話（2017年2月9日 - 3月16日、フジテレビ） - 庵堂悠真 役
- 人間の証明（2017年4月2日、テレビ朝日） - 郡恭平 役
- 3人のパパ（2017年4月19日 - 6月21日、TBS） - 主演・平林拓人 役[23]
- ブラックリベンジ（2017年10月5日 - 12月8日、読売テレビ・日本テレビ系）　- 高槻裕也 役[24]
- ぼくは愛を証明しようと思う。（2017年12月28日、テレビ朝日） - 主演・渡辺正樹 役（滝藤賢一とW主演）[25]
- 『CDTVスペシャル! クリスマス音楽祭2017』 ショートドラマ「愛が呼ぶほうへ」（2017年12月25日、TBS）
- ドルメンX（2018年3月11日 - 4月1日、日本テレビ） - サイ 役[26]
- いつかこの雨がやむ日まで（2018年8月4日 - 9月29日 、東海テレビ） - 谷川和也 役[27]
- 連続ドラマW コールドケース2 〜真実の扉〜 第1話（2018年10月13日、WOWOW）
- 盤上のアルファ〜約束の将棋〜（2019年2月3日 - 24日、NHK BSプレミアム） - 伊達和寿 役[28][29]
- ドラマスペシャル 離婚なふたり 後編（2019年4月12日、テレビ朝日）
- ストロベリーナイト・サーガ 第2・3話（2019年4月18日・25日、フジテレビ） - 三島耕介 役[30]
- 警視庁捜査資料管理室 第7・8話（2019年5月13日・20日、BSフジ） - 早乙女将太 役[31]
- リーガル・ハート 〜いのちの再建弁護士〜（2019年7月22日 - 9月2日、テレビ東京） - 池田伸司 役[32]
- ミス・ジコチョー〜天才・天ノ教授の調査ファイル〜（2019年10月18日 - 12月20日、NHK総合） - 野津田燈 役
- ケイジとケンジ〜所轄と地検の24時〜 第5話（2020年2月13日、テレビ朝日） - 神田川博史 役[33]
- 行列の女神〜らーめん才遊記〜 第4話（2020年5月11日、テレビ東京） - 相川鉄也 役
- 家栽の人（2020年5月17日、テレビ朝日） - 石川調査官 役
- ドラマスペシャル 検事・佐方 〜恨みを刻む〜（2020年9月6日、テレビ朝日） - 高梨祥一 役
- 一億円のさようなら 第1話 - 第4話（2020年9月27日 - 10月18日、NHK BSプレミアム・BS4K） - 青島雄太 役
- 流れ星（2021年3月22日、NHK BSプレミアム） - 中富 役[34][35]
- 桶狭間〜織田信長　覇王の誕生〜（2021年3月26日、フジテレビ） - 千秋季忠 役
- 終着駅シリーズ37「停年のない殺意」（2021年4月1日、テレビ朝日） - 伊庭崇彦 役
- ミステリと言う勿れ 第11話 (2022年3月21日、フジテレビ) - 前川 役
- ビッ友×戦士 キラメキパワーズ! 第37話「クラリスへと続くチーズを完成させよ！」（2022年3月27日、テレビ東京） - ミツボシレストランマックラヤミー 役
- ダブル（2022年6月4日 - 8月6日、WOWOW） - 轟九十九 役[36]
- 遺留捜査 第7シーズン 第4話（2022年8月4日、テレビ朝日） - 川井公一 役
- 石子と羽男-そんなコトで訴えます?- 第8話（2022年9月2日、TBS） - 香山洋 役[37]
- 私のシてくれないフェロモン彼氏（2022年11月16日 - 2023年1月18日、TBS） - 大河内衛 役[38]
- ホリデイ〜江戸の休日〜（2023年1月6日、テレビ東京） - 清六 役[39]
- 三千円の使いかた（2023年1月7日 - 2月25日、東海テレビ・フジテレビ） - 井戸太陽 役[40]
- 刑事7人 SEASON9 第1話・第7話（2023年6月7日・7月19日、テレビ朝日） - 浜崎修斗 役
- インターホンが鳴るとき（2023年10月12日 - 12月14日、テレビ大阪） - 田中真治 役[41]
- シンデレラ・コンプレックス（2024年3月1日 - 4月12日、毎日放送） - 松永英治 役[42]
- スナック女子にハイボールを（2024年4月5日 - 6月7日、中京テレビ） - てっちゃん 役[43]
- 世にも奇妙な物語’24 冬の特別編「第1回田中家父親オーディション」（2024年12月14日、フジテレビ） - 小倉海斗 役[44]
- 浅草ラスボスおばあちゃん（2025年7月5日 - 、東海テレビ・フジテレビ） - 長谷川元春 役[45]

### 映画
- ズタボロ（2015年5月9日公開、東映） - 植木 役[46]
- 青空エール（2016年8月20日公開、東宝） - 城戸保志 役[8]
- 生きる街（2018年3月3日公開、アークエンタテインメント・太秦） - 佐藤哲也 役
- ドルメンX（2018年6月15日公開、KATSU-do） - サイ 役[26]
- Fukushima 50（2020年3月6日公開、松竹・KADOKAWA） - 西川正輝 役[47]
- 愛に乱暴（2024年8月30日公開、東京テアトル）[48]
- ベートーヴェン捏造（2025年9月12日公開予定、松竹） - ワーグナー 役[49]

### 配信ドラマ
- ハイスクールドライブ〜目が覚めたら高校生だった〜（2012年11月20日 - 全10話、BeeTV） - 主演・蒼太 役
- 恋愛は必然である〜ドラマで分かる!新感覚恋愛法則〜 第10話（2014年2月16日、dTV）
- ドクターY〜外科医・加地秀樹〜（2017年9月26日 - 配信開始、auビデオパス、Amazon Prime Video、テレ朝動画） - 中田和真 役[50]
- Huluオリジナルストーリー あなたの番です「扉の向こう」502号室（2019年8月18日、Hulu） - 遊佐健 役
- 私の正しいお兄ちゃん（2021年、FOD） - 立花 役
- 30までにとうるさくて（2022年1月13日 - 3月3日、AbemaTV） - 長島奏多 役
- ギルガメッシュFIGHT（2022年12月25日 - 2023年1月29日、Paravi） - 名高圭介 役[51]
- 推しの罪〜推しを救えるのはヲタクの私〜（2025年7月1日 - 、FOD SHORT）[52]

### バラエティ・情報番組
- D-BOYS BE AMBITIOUS（2010年9月19日[注 2] - 12月26日、テレビ東京 / BSジャパン）
- カタリダス〜MAKE IT GREAT〜（2010年10月7日 - 12月29日、TBS） - 「マナビダス」一員
- サタメン!!!（2011年4月9日 - 2012年3月31日、中京テレビ） - MC
- みんなのアメカン（2012年4月19日 - 8月16日、日本テレビ）
- うまいッ!（2012年4月22日 - 、NHK） - 食材ハンター[注 3]
- 仕事ハッケン伝 清掃 ビルクリーニング（2012年7月12日 - NHK総合）
- キラキラ☆姫気分（2013年4月5日 - 17日、NHK総合 / Eテレ） - ナビゲーター
- ディズニーリゾート ゴクトク10（2013年6月15日 - 2014年3月1日、ディズニー・チャンネル） - MC
- 鉄道紀行 ニッポンぶらり鉄道旅（2014年4月 - 、NHK BSプレミアム） - 旅人[注 3]
- 孫芸能人＆じぃちゃんばぁちゃん  田舎ふれあい滞在記（2016年3月13日、BSジャパン）
- アフリカ　サファリツアー大中継　体感！野生動物の楽園（2019年11月30日、NHK-BS４K）
- ハワイに恋して！（2020年4,5,6月シーズンゲスト、BS12）

### 舞台
- 検察側の証人 〜麻布広尾町殺人事件〜（2011年10月 - 11月） - 神谷吾郎 役
- クールの誕生（2012年8月 - 9月） - 北島和也 役
- 巴御前 女武者伝説（2013年8月） - 源義経 役
- 駆けぬける風のように（2014年10月 - 11月） - 三鷹銀太夫 役
- M&Oplaysプロデュース
  - 「家族の基礎〜大道寺家の人々〜」（2016年9月 - 10月） - 染田明司 役[53]
  - 「少女ミウ」（2017年5月21日 - 6月4日、東京 ザ・スズナリ） - 広沢 役[54]
- スターライドオーダー2（2024年12月28日、ブルースクエア四谷）[55]

### ラジオ
- D-BOYS BE AMBITIOUS（2010年9月 - 12月、InterFM）
- D-RADIO BOYS D-BOYS（2012年1月 - 3月、bay-fm）

### インターネット
- 堀井新太の5時間前のホリデーナイト（2012年1月 - 6月、あっ!とおどろく放送局

### モデル
- 駅恋 Tinker Bell -終わらない、好き。-（2014年7月25日、集英社ピンキー文庫） - カバーモデル

### CM
- コカ・コーラ
  - 「ネームボトルキャンペーン」（2015年）[56]
  - ジョージア 「コールドブリュー」（2016年）

### MV
- GReeeeN「遠くの空 指さすんだ」（2017年）[57]

## 作品

### 配信限定シングル
- 参上!!ドルメンX ドルメンX(隊長、イチイ、ニイ、サイ)名義 (2018年3月28日)